# 신안 읍리 삼층석탑
신안 읍리 삼층석탑(新安邑里三層石塔)은 대한민국 전라남도 신안군 팔금면에 있는 삼층석탑이다. 1978년 9월 22일 전라남도의 유형문화재 제71호로 지정되었다.

## 개요
들판 한 가운데 서 있는 탑으로, 탑이 속했던 절의 구체적인 역사는 전하고 있지 않다. 탑은 1층 기단(基壇) 위에 탑신부(塔身部)를 세우고 머리장식을 갖춘 모습이다.
기단은 각 면의 모서리마다 기둥조각을 가지런히 새겨 넣었다. 탑신부는 몸돌과 지붕돌이 각 한돌로 이루어졌으며 위로 오를수록 크기가 알맞게 줄고 있어 안정감을 준다. 두꺼워 보이는 지붕돌은 밑면에 4단씩의 받침을 두었고, 처마는 네 귀퉁이에서 약간 치켜 올라갔다. 꼭대기에는 머리장식으로 보이는 파손된 석재가 놓여있다.
기단이 1층인 점과 가운데 기둥조각이 생략된 점, 두꺼운 지붕돌, 4단의 지붕돌받침 등으로 보아 고려 후기의 작품으로 추측된다.

## 같이 보기
- 삼층석탑

## 참고 자료
- 신안읍리삼층석탑 - 국가유산청 국가유산포털